# Ma‘ayan H̱arod
Ma‘ayan H̱arod (hebreiska: עין חרוד, En H̱arod, מעין חרוד) är en källa i Israel.   Den ligger i distriktet Norra distriktet, i den norra delen av landet. Ma‘ayan H̱arod ligger 33 meter över havet.
Terrängen runt Ma‘ayan H̱arod är kuperad åt sydost, men åt nordväst är den platt. Runt Ma‘ayan H̱arod är det ganska tätbefolkat, med 179 invånare per kvadratkilometer. Närmaste större samhälle är ‘Afula, 9,2 km nordväst om Ma‘ayan H̱arod. Trakten runt Ma‘ayan H̱arod består till största delen av jordbruksmark.